# Cistícola de Woosnam
La cisticola de Woosnam (Cisticola woosnami) és una espècie d'ocell de la família dels cisticòlids. Es troba a Burundi, República Democràtica del Congo, Kenya, Malawi, Ruanda, Tanzània, Uganda i Zàmbia.
Els hàbitats naturals són la sabana seca i les praderies seques subtropicals o tropicals de les terres baixes.